# Fargo (lớp tàu tuần dương)
Lớp tàu tuần dương Fargo là một phiên bản cải biến dựa trên thiết kế của lớp tàu tuần dương hạng nhẹ Cleveland dẫn trước. Khác biệt chính là một cấu trúc thượng tầng hình tháp gọn gàng hơn với một ống khói hợp nhất, dự định sẽ cải thiện góc bắn của dàn vũ khí phòng không. Sự cải tiến tương tự cũng là đặc điểm phân biệt các lớp tàu tuần dương hạng nặng Baltimore và Oregon City.
Có tổng cộng 13 chiếc trong lớp được đặt hàng, nhưng chỉ có Fargo và Huntington được hoàn tất; số còn lại bị hủy bỏ ở các mức độ hoàn tất khác nhau do sự xuống thang của Chiến tranh Thế giới thứ hai.
Fargo, chiếc dẫn đầu trong lớp, được hạ thủy vào ngày 25 tháng 2 năm 1945, nhưng chỉ đưa ra hoạt động vào ngày 9 tháng 12 năm 1945, không lâu sau khi cuộc xung đột kết thúc. Huntington được đưa ra hoạt động vào đầu năm 1946. Cả hai con tàu đều được cho ngừng hoạt động vào năm 1949- 1950 và không bao giờ hoạt động trở lại.

## Những chiếc trong lớp
| Tàu                  | Hạ thủy             | Hoạt động           | Ngừng hoạt động     | Số phận                             |
| Fargo (CL-106)       | 25 tháng 2 năm 1945 | 9 tháng 12 năm 1945 | 14 tháng 2 năm 1950 | Bán để tháo dỡ, 18 tháng 8 năm 1971 |
| Huntington (CL-107)  | 8 tháng 4 năm 1945  | 23 tháng 2 năm 1946 | 15 tháng 6 năm 1949 | Bán để tháo dỡ, 16 tháng 5 năm 1962 |
| Newark (CL-108)      |                     |                     |                     | Hủy bỏ năm 1945 sau khi hạ thủy     |
| New Haven (CL-109)   |                     |                     |                     | Hủy bỏ năm 1945                     |
| Buffalo (CL-110)     |                     |                     |                     | Hủy bỏ năm 1945                     |
| Wilmington (CL-111)  |                     |                     |                     | Hủy bỏ năm 1945                     |
| Vallejo (CL-112)     |                     |                     |                     | Hủy bỏ năm 1944                     |
| Helena (CL-113)      |                     |                     |                     | Hủy bỏ năm 1944                     |
| Roanoke (CL-114)     |                     |                     |                     | Hủy bỏ năm 1944                     |
| Không tên (CL-115)   |                     |                     |                     | Hủy bỏ năm 1944                     |
| Tallahassee (CL-116) |                     |                     |                     | Hủy bỏ năm 1945                     |
| Cheyenne (CL-117)    |                     |                     |                     | Hủy bỏ năm 1945                     |
| Chattanooga (CL-118) |                     |                     |                     | Hủy bỏ năm 1945                     |